# Danilo Gelinski
Danilo Gelinski (Guarapuava, 13 de março de 1990) é um jogador de voleibol brasileiro que atua na posição de levantador.

## Carreira
Gelinski começou sua carreira profissional em 2009 após ser contratado pelo Montes Claros Vôlei. No ano seguinte, assinou contrato com o Sada Cruzeiro Vôlei, disputando duas temporadas e conquistando dois títulos do Campeonato Mineiro, a Superliga de 2011–12 e o Campeonato Sul-Americano de 2012. No final de 2011, assinou contrato com o Juiz de Fora Vôlei, onde ficou até 2014, tendo sido o primeiro atleta do clube a ser convocado para seleção, para integrar o grupo sub-23.
Em 2015 foi anunciado pelo clube português Sport Lisboa e Benfica, onde conquistou o título da Copa de Portugal e a Supercopa de Portugal. Em 2016 voltou ao Brasil e se juntou a equipe do Vôlei Taubaté onde conquistou o título do Campeonato Paulista de 2016 e a Copa do Brasil de 2017.
Retornou ao continente europeu em 2017, após assinar com o teuto-austríaco Hypo Tirol Alpenvolleys Haching para disputar o campeonato alemão. Após duas temporadas disputando na Bundesliga, o levantador foi anunciado como o novo reforço do AS Cannes, onde, pela sua estreia, conquistou o título da Ligue A de 2020–21, renovando seu contrato com o clube para disputar mais uma temporada no ano seguinte.
Após o rebaixamente da equipe da cidade de Cannes em 2022, o brasileiro foi anunciado como o novo reforço do Narbonne Volley para disputar a temporada 2022–23. Ao término da temporada, Gelinski se transferiu para a Polônia para disputar o campeonato polonês representando as cores do KGHM Cuprum Lubin.

## Vida pessoal
É irmão mais novo de Thiago Gelinski, que também atua na posição de levantador.

## Títulos
Montes Claros Vôlei
- Campeonato Mineiro: 2009

Sada Cruzeiro Vôlei
- Campeonato Sul-Americano: 2012
- Campeonato Brasileiro: 2011–12
- Campeonato Mineiro: 2010, 2011

Sport Lisboa e Benfica
- Taça de Portugal: 2015–16
- Supertaça Portuguesa: 2015

Vôlei Taubaté
- Copa Brasil: 2017
- Campeonato Paulista: 2016

AS Cannes
- Campeonato Francês: 2020–21

## Clubes
| Anos       | Clube                           |
| ---------- | ------------------------------- |
| 2009–2010  | Montes Claros Vôlei             |
| 2010–2012  | Sada Cruzeiro Vôlei             |
| 2012–2014  | Juiz de Fora Vôlei              |
| 2014–2015  | São José Vôlei                  |
| 2015–2016  | Sport Lisboa e Benfica          |
| 2016–2017  | Vôlei Taubaté                   |
| 2017–2020  | Hypo Tirol Alpenvolleys Haching |
| 2020–2022  | AS Cannes                       |
| 2022–2023  | Narbonne Volley                 |
| 2023– 2024 | KGHM Cuprum Lubin               |
| 2024–      | Arago de Sète                   |